# Гора (Кременчуцький район)
Го́ра (Колгоспна Гора, Попова Гора[джерело?]) — село в Україні, у Горішньоплавнівській міській громаді Кременчуцького району Полтавської області. Населення становить 89 осіб. 

## Географія
Село Гора розміщене за 1 км від села Дмитрівка.
Поруч проходить залізниця, зупинний пункт 4 км за 0,5 км.

## Історія
Поблизу села знаходится кілька курганних груп: 
- Курганна група І (археол.). Знаходиться у південно-західній частині села. Обстежувалася О.Б.Супруненком та О.В.Сидоренком у 2003 і 2008 рр. Розташована край схилу піщаного останця третьої тераси лівого берега р. Псел, що здіймається над навколишньою заплавою і болотами на 3,8-4,1 м. Група витягнута меридіональним ланцюжком вздовж південно-західної, низинної частини села на 0,25 км. Складається з шести насипів, висотою 0,35-3,20 м та діаметром 15-60 м. Найбільший курган № 1 – із рештками кладовища кол. хут. Попова Гора ХІХ – початку ХХ ст. на вершині («Могила Попова») – пошкоджений спробою будівництва асфальтного заводу у 1980-х рр. Його вершина зрізана бульдозером, поли підгорнуті землерийною технікою. До середини 1950-х рр. на ньому знаходилися могили кладовища, в т.ч. власників заможної садиби початку ХХ ст. Під час руйнування насипу виявлено «кілька рядів поховань у гробах, чимало кісток», після чого земляні роботи були припинені. Другий великий курган групи (№ 2) зайнятий кладовищем мешканців хутора 1930-х рр. і нового с. Колгоспна Гора 1960-1990-х рр., що виникло на початку 1960-х рр. внаслідок переселення вихідців з с.Жовнин Черкаської обл., під час заповнення Кременчуцького водосховища. Інші насипи , вірогідно, також вкриті похованнями ХІХ-ХХ ст. і задерновані. Лише невеликий курган край південно-західного схилу мису останця час від часу розорюється. З нього походить уламок хіоської амфори та кілька ліпних черепків скіфської доби.
- Курганна група ІІ (археол.). Знаходиться за 0,4-0,8 км на схід від села. Обстежувалася Г.М.Некрасовою 1986 р., яка нарахувала у складі групи 3 насипи, у 2003 і 2007 рр. кургани картографовані й описані О.Б.Супруненком, К.М.Мироненком та В.В.Шерстюком. Займає розоране підвищення у східній частині піщаного останця третьої тераси лівого берега р. Псел, що здіймається над заплавами навколишніх боліт на 6,2 м (абсолютна позначка в Балтійській системі висот для найбільшого кургану № 1 – 74,90 м). Складається з шести насипів, висотою 0,2-1,5 м і діаметром 15-30 м. Кургани вишикувані ланцюжком із північного сходу на південний захід, розділені на дві частини вибалком, шириною 0,18 км, в якому прокладений магістральний газопровід. Всі насипи розорюються. На поверхні виявлені подрібнені оранкою уламки ліпного посуду зрубної культурно-історичної спільноти доби пізнього бронзового віку.
- Група курганоподібних насипів - ІІІ (археол.). Знаходиться за 0,2-0,3 км на південний захід – південь від села, в 0,65 км на південний схід від залізничного переїзду на шосе сс. Дмитрівка – Єристівка. Обстежувалися О.Б.Супруненком і О.В.Сидоренком у 2004 та 2008 рр. Розташовані на незначному підвищенні посеред заплави, над пересохлою старицею (висота 1,0 м), неподалік повороту шосе сс. Дмитрівка – Єристівка, поряд із опорами високовольтних ліній електропередач. Два дуже розорані, на сьогодні – задерновані, курганоподібні насипи мають висоту 0,3 і 0,5 м, діаметр 15-16 м. На них виявлені окремі уламки ліпного посуду доби раннього бронзового віку та зрубної культури, фрагменти кахлів ХІХ ст. Знахідки зберігаються у Горішньоплавнівському історико-краєзнавчому музеї.
- Група курганоподібних насипів - ІV (археол.). Знаходиться за 1,4 км на захід від села і в 0,1 км на північний схід від залізничного переїзду на шосе сс. Дмитрівка – Єристівка. Обстежувалася О.Б.Супруненком у 2004 р., О.В.Сидоренком і С.А.Скорим 2008 р. Розташована на невеликому мису над заболоченою старицею (висота 1,5 м), зліва від насипу залізниці і шосе до м. Горішні Плавні, навпроти повороту асфальтованої дороги на с. Дмитрівка.  Три задернованих курганоподібних насипи, висотою 0,5-1,2 м і діаметром 12- 22 м, вкриті скупченнями кущів і дерев посеред лук, витягнуті ланцюжком у меридіональному напрямку. Поряд із ними виявлені рештки зруйнованих на початку ХХ ст. господарських споруд хутора, на одному – залишки пагорбів новітніх могил. Через найбільший насип прокладений кабель лінії оптико-волоконного зв’язку. Зі знахідок, крім уламків ліпного посуду доби бронзового віку, виявлені фрагменти лицевих кахлів ХІХ ст.

## Населення
За даними перепису населення 2001 року у селі проживали 89 осіб.
Рідною мовою назвали:
| Мова       | Кількість осіб | Відсоток |
| ---------- | -------------- | -------- |
| українська | 75             | 84,27%   |
| російська  | 13             | 14,61%   |
| інші       | 1              | 1,12%    |

## Транспорт
Через село проходить автодорога місцевого значення:
- О1711147 "Дмитрівка - Кобелячок - Кишеньки"